# Пенкала, Лешек
Лешек Пенкала (англ. Leszek Pękala; 30 мая 1952, Злоторыя) — офицер коммунистической госбезопасности ПНР, функционер IV департамента МВД, один из убийц капеллана Солидарности Ежи Попелушко, мученика Католической церкви.

## Служба в госбезопасности
По образованию инженер-электронщик. В октябре 1977 поступил на службу в МВД ПНР. Первоначально служил в Тарнуве на технических и инспекторских должностях. С июня 1981 переведён в центральный аппарат Службы безопасности МВД.
Получил должность в IV департаменте, специализировавшемся на борьбе против польской католической церкви. Принадлежал в департаменте к закрытой спецгруппе «D».

## Убийство и суд
По приказу полковника Петрушки вместе с капитаном Пиотровским и поручиком (лейтенантом) Хмелевским 19 октября 1984 поручик Пенкала принимал участие в убийстве ксендза Ежи Попелушко — капеллана профсоюза Солидарность. Эта акция, задуманная как устранение оппозиционного проповедника, была использована для политической интриги в руководстве ПОРП. Организаторы и тем более исполнители убийства не предвидели такого поворота событий.
23 октября 1984 Пенкала был арестован. В конце года он вместе с Петрушкой, Пиотровским и Хмелевским предстал перед воеводским судом в Торуни, по месту совершения преступления. На суде держался хмуро и замкнуто. 7 февраля 1985 Лешек Пенкала был приговорён к 15 годам лишения свободы (Петрушка и Пиотровский получили по 25 лет, Хмелевский — 14 лет).

## Жизнь под псевдонимом
В результате двух амнистий срок был значительно сокращён, и Пенкала освободился в 1990. Избегая известности, сменил имя и фамилию, стал именоваться Павел Новак. Обзавёлся большой семьёй. Раскаялся, попытался начать жизнь заново. Принял католичество, обратился к епископу Игнацию Токарчуку за отпущением грехов.
Пенкала-Новак жил в Варшаве, работал в рекламной фирме (иное трудоустройство являлось проблемой из-за всеобщего отторжения). Снабжал платными объявлениями газету Życie Warszawy. Личность Пенкалы была раскрыта журналистами, из-за чего ему пришлось переехать в провинциальный город Пила.
В ноябре 2008 Пенкала-Новак дал интервью газете Tygodnik Nowy. Он выразил глубокое раскаяние в содеянном, уважительно отозвался о Ежи Попелушко. Свои действия Пенкала объяснял «фанатичной преданностью» начальнику Пиотровскому, которого теперь ненавидит. Но при этом Пенкала утверждал, будто ни он, ни Хмелевский, ни даже Пиотровский не совершали убийства. На вопрос, кто же убил Попелушко, Пенкала отвечал «Не знаю». Озвученная им версия не отличалась убедительностью.